# Obodna hitrost
Obódna hitróst (tudi krožílna hitróst, hitrost kroženja) je hitrost, ki jo ima točkasto  telo pri kroženju. Obodna hitrost v ima smer tangente na krožnico in je enaka odvodu poti s po času:
{\displaystyle v={\frac {\mathrm {d} s}{\mathrm {d} t}}\!\,.}
Pot s pri kroženju povezuje s kotom zasuka konstantni faktor r — polmer krožnice, po kateri kroži telo. Zato tudi obodno in kotno hitrost povezuje zveza:
{\displaystyle v=r\omega \!\,,}
oziroma vektorsko:
{\displaystyle {\vec {\mathbf {v} }}={\vec {\boldsymbol {\omega }}}\times {\vec {\mathbf {r} }}=-({\vec {\mathbf {r} }}\times {\vec {\boldsymbol {\omega }}})\!\,.}

Potek izpeljave:
{\displaystyle v={\frac {\mathrm {d} s}{\mathrm {d} t}}={\frac {\mathrm {d} (\theta \cdot r)}{\mathrm {d} t}}={\frac {\mathrm {d} (\omega \cdot t\cdot r)}{\mathrm {d} t}}=\omega \cdot r\!\ }